# Pete McLeod

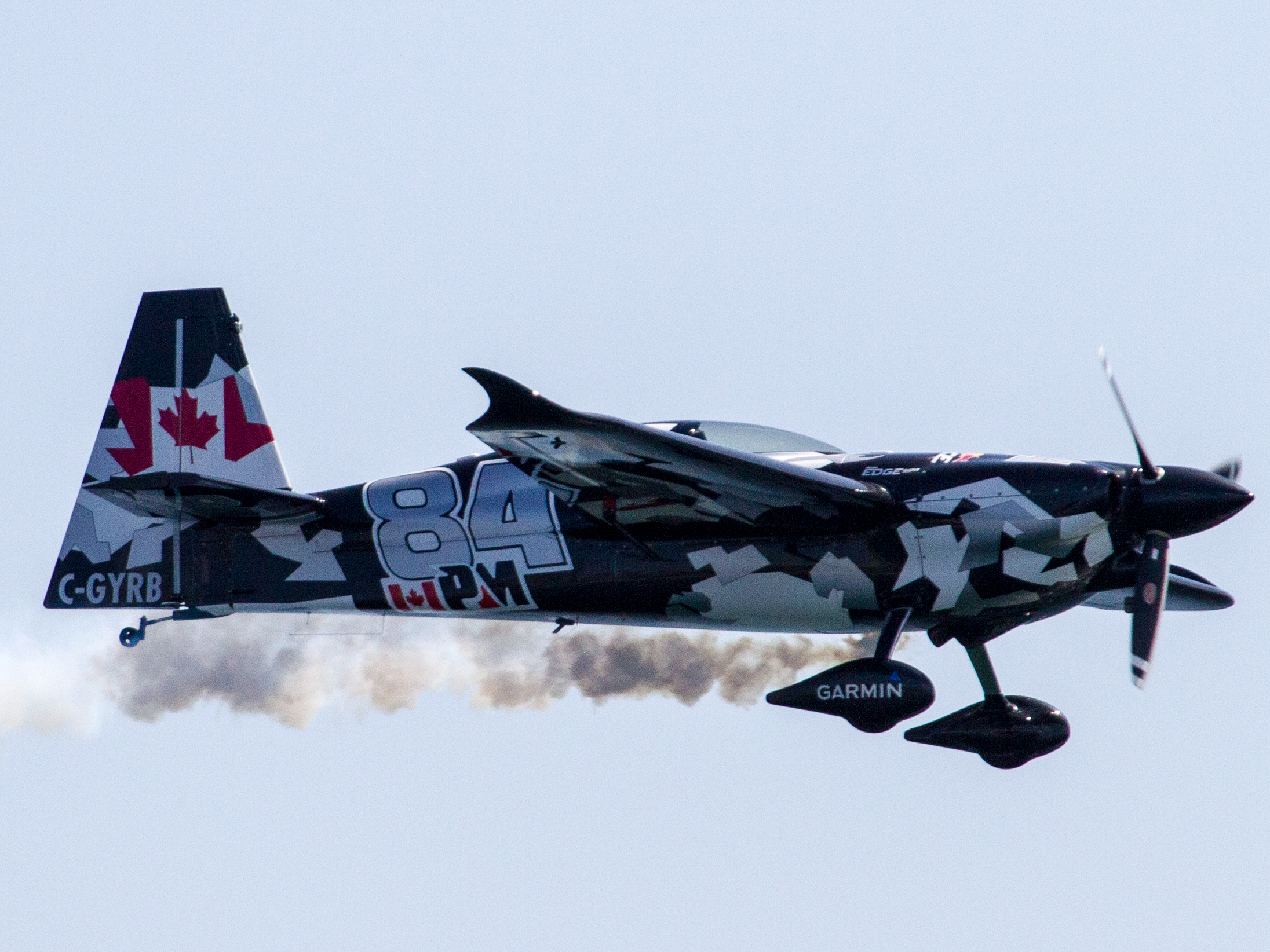
2017 Red Bull Air Race of Chiba - C-GYRB

Pete McLeod (Kapuskasing, Ontario, 23 februari 1984) is een Canadees piloot en kunstvlieger die in 2009 debuteerde in de Red Bull Air Race World Series als de jongste en de eerste Canadese piloot ooit. Hij is opgegroeid in Red Lake, een klein dorp in het noordwesten van Ontario, waar hij aan hockey, jagen, vissen, sneeuwscooter rijden, varen en vliegen deed.